# Tengen (Alemania)
Tengen (pronunciación en alemán: /ˈtɛŋən/ⓘ) es una ciudad en el distrito de Constanza, Región de Friburgo, en Baden-Württemberg, Alemania. Está situado cerca de la frontera con Suiza, a 14 kilómetros al norte de Schaffhausen. Población (2012): 4507 habitantes. Tengen fue el lugar en 1809 de una de las batallas entre el mariscal André Masséna y el archiduque Carlos de Austria-Teschen.

## Historia
Tengen se mencionó por primera vez en una carta en 877 con el nombre de Teingon, y pertenecía entonces al obispo Salomón II de Constanza. Los Señores de Tengen recibieron derechos sobre la ciudad y alta jurisdicción durante la dinastía Hohenstaufen. En 1275, la parte posterior de la ciudad fue vendida, pasó a formar parte de la Casa de Habsburgo y, después de más cambios, finalmente pasó a ser propiedad de los Caballeros Teutónicos de Mainau. La porción delantera de la ciudad fue propiedad de los Señores de Tengen durante siglos. En 1446, la Liga de Ciudades de Suabia llegó con un ejército a Hegovia y frente a Tengen, porque la población de Hintertengener eran temidos barones ladrones. Después de negociaciones con la población de Vordertengen, a los suabos se les permitió atacar Hintertengen desde Vordertengen si dejaban en paz a Vordertengen. En 1522 Tengen llegó a se parte de Austria, el castillo trasero fue finalmente destruido por un incendio tres años previos.